# ザ・スキャンダル 女子大生と老教授 謎の四日間
『ザ・スキャンダル 女子大生と老教授 謎の四日間』（ザ・スキャンダル じょしだいせいとろうきょうじゅ なぞのよっかかん）は、1983年3月21日にテレビ朝日系列『月曜ワイド劇場』にて放送されたテレビドラマ。

## 概要
1980年（昭和55年）に発売された石川達三の小説『七人の敵が居た』の映像化作品。セクハラ事件の元祖ともいわれる。1973年（昭和48年）2月に青山学院大学教授（当時）の春木猛が教え子の女子学生を研究室内で強姦したとして失脚した事件を題材にしている。
制作当時、作品のモデルとなった春木は既に刑期を終えており、真相不明な部分が多いとされた。当時ささやかれた政治的謀略による冤罪説は推測としてにおわす程度に留まった。本作は事件を再現しながら両者の言い分のずれを提示し、男女間の問題に焦点があてられている。

## あらすじ
1973年（昭和48年）2月14日、城南学院大学の法学部教授、牧山征一（三國連太郎）の研究室にメッセージ入りのバレンタインデーチョコが届いた。牧山は年甲斐もなく胸をときめかせるのだが…。

## 出演
- 牧山征一：三國連太郎 - 城南学院大学の法学部教授。同大学に通う女子大生から一方的に迫られ、その後性暴力を理由に訴えられた。
- 海野雪子：三浦リカ - 城南学院大学の文学部教育学科に通う学生。牧山の研究室にバレンタインデーのチョコレートを届けたことをきっかけに誘惑するようになる。その後牧山から性暴力を受けたと提訴した。
- 海野敬吉：浜田寅彦 - 雪子の父。
- 海野君子：文野朋子 - 雪子の母。
- 山形和光：橋本功 - 山形総業の社長。
- 浅野友行：稲葉義男 - 牧山の主任弁護士。
- 河内桃子
- 稲葉義男
- 滝田裕介

## スタッフ
- 原作：石川達三『七人の敵が居た』（新潮社）[1][2][3][4]
- 脚本：長谷川公之[1][2]
- プロデューサー：中村和則（オフィス・ヘンミ）[1][4]
- 監督：田中利一[1]
- 製作：テレビ朝日、オフィス・ヘンミ

## キャスティング・撮影
キャスティングにあたり、オフィス・ヘンミの中村和則プロデューサーは「初老の男性の老いてもなお執拗な性への興味、それに相反する男性としての機能を失った男の侘しさ、この両方を演じ切れるのは三國連太郎さんしかいない」と三國を老教授役にキャスティングした。三國の芝居を見た中村は「女性を〇した後、あるいは女性に求められても応じきれなかった時、どちらも全く違う状況ですが、ズボンを履く彼のブリーフ一枚の後ろ姿でそれぞれの状況を見事に演じています」とうならせた。当時60歳の三國は27歳年下女性との入籍で世間を賑わすなどまさに適役だった。相手役の女子大生には「まだ一度も脱いだことのない清純派女優」という理由で三浦リカが抜擢された。
話題を呼んだのがレイプシーン。三國は愛欲演技のリアリズムに定評があり、かつて映画で共演した佐久間良子や岩下志麻の秘部に触れて二人を激怒させたという常習犯だった。スタッフが警戒するなか三浦とのレイプシーンの撮影ではえらく張り切った様子だったという。三國自身「ボク、興奮してくるとストッキングだけじゃなくパンティも脱がしてしまう。リカちゃんにパンティを二枚履かせておいて下さい」と要請した。スタッフは二枚でも危険だと判断し、三浦へ三枚履くよう指示したが、女優魂を見せた三浦は一枚あるいは下着を着用せず撮影に臨んだとされる。

## 配信・映像ソフト
チャンネルNECOとAXNミステリーの共同企画として「平成・昭和の大事件特集」が編成され、2019年1月20日にAXNミステリーで放送された。また同年9月28日には『実録・昭和の事件シリーズ コレクターズDVD』として全6作品を収録した3枚組DVDが発売されている。